# Mutatie (biologie)
Mutaties zijn wijzigingen in de erfelijke eigenschappen van het genoom (het DNA of RNA) van een cel. Tot het genoom wordt ook het erfelijk materiaal van de organellen, zoals het mitochondriaal DNA van de mitochondriën en het plastoom van de plastiden gerekend. Mutaties kunnen natuurlijke oorzaken hebben, maar ook experimenteel worden veroorzaakt.
De drie hoofdcategorieën bij mutaties zijn puntmutaties, segmentmutaties en ploïdiemutaties.
- Puntmutaties zijn wijzigingen in het DNA of RNA als gevolg van veranderingen, toevoegingen of verwijderingen in de sequentie.
- Segmentmutaties zijn mutaties op het niveau van chromosomen. Ze kunnen een aanzienlijk deel van de structuur van een chromosoom beïnvloeden.
- Ploïdiemutaties of genoommutaties zijn grootschalige mutaties op het niveau van het genoom. Deze beïnvloeden bij een celdeling de juiste verdeling van de chromosomen over de dochtercellen.

Het DNA is opgebouwd uit vier nucleotiden: adenine (A), cytosine (C), guanine (G) en thymine (T). RNA heeft de nucleotide uracil (U) in plaats van de nucleotide thymine. De nucleotiden worden gelezen als codons of tripletten waarvan elk opgebouwd is uit drie opeenvolgende nucleotiden. Omdat elk codon codeert voor een aminozuur in de eiwitketen die afgeschreven wordt van het mRNA is de volgorde van deze nucleotiden in de codons bepalend voor de volgorde van aminozuren in eiwitten die gevormd worden in de cel. Deze volgorde beïnvloedt de eigenschappen van enzymen, peptiden en proteïnen in het algemeen.
Bij meercellige organismen is het van belang waar de mutaties plaatshebben omdat slechts de geslachtscellen de erfelijke eigenschappen doorgeven. Deze mutaties vinden plaats in de cellen van de kiembaan, waarvan de mutaties kunnen worden doorgegeven aan de gametenvormende cellen. Somatische mutaties daarentegen zijn bij meercellige organismen de mutaties in cellen die niet betrokken zijn bij de voortplanting.
Mutaties spelen een belangrijke rol bij veel biologische verschijnselen, zoals evolutie, de ontwikkeling van resistentie bij virussen en bacteriën, erfelijke aandoeningen, het ontstaan van kanker en veroudering.

## Oorzaken van mutaties
Mutaties zijn te verdelen in enerzijds spontane of natuurlijke mutaties en anderzijds door de mens geïnitieerde mutaties, bijvoorbeeld als onderdeel van genetisch onderzoek of geavanceerde veredelingsmethoden. Zowel straling, chemicaliën, experimentele handelingen, als virussen kunnen mutaties tot stand brengen.
Een team van wetenschappers onder leiding van J. Gray Monroe van de Universiteit van Californië in Davis in de VS, en Detlef Weigel van het Max Planck Instituut voor Biologie in Tübingen, meldt in Nature dat mutaties in het genoom volgens J. Gray Monroe en medewerkers echter niet willekeurig plaatsvinden, maar onder invloed van epigenetica zouden plaatsvinden. Deze ontdekking zou een herziening kunnen betekenen van de klassieke evolutietheorie.

## Soorten mutaties
Mutaties kunnen op vele manieren optreden. Mutaties die de structuur van een DNA-sequentie veranderen (de volgorde van de basen in het DNA), kunnen worden onderverdeeld in puntmutaties (kleinschalige mutaties, op het niveau van codons of tripletten), segmentmutaties (op het niveau van chromosomen). Ploïdiemutaties zijn grootschalige mutaties op het niveau van het genoom.:472-473

### Puntmutatie
Wanneer de mutatie slechts één nucleotide (of ook wel enkele nucleotiden) betreft, dan is er sprake van puntmutaties.:474-475
- Bij een basensubstitutie wordt het ene nucleotide uitgewisseld voor een andere.
  - Bij een transitie wordt een purine vervangen door een andere purine (A en G) of een pyrimidine door een pyrimidine (C en T). Transities zijn de meest voorkomende puntmutaties want hier vindt geen structuurverandering plaats
  - Bij een transversie wordt een purine vervangen door een pyrimidine (A of G voor C of T) of andersom
- Bij frameshiftmutatie, rasterverschuiving of indel-mutaties (INsertion DELetion) wordt de genetische code ernstiger verstoord dan bij de meeste puntmutaties. In de meeste gevallen gaat het om een verandering van één nucleotide.
  - Bij kleinschalige deleties worden een of enkele naburige nucleotiden uit de sequentie verwijderd.
  - Bij kleinschalige inserties worden een of enkele naburige nucleotiden aan de sequentie toegevoegd.

Mutaties die optreden in genen die coderen voor eiwitten kunnen verschillende gevolgen hebben voor de structuur van die eiwitten.
Basensubstituties kunnen een codon veranderen, met als mogelijke gevolgen:
1. een 'stille' mutatie (silent): het nieuwe codon codeert toevallig voor hetzelfde aminozuur en heeft dus geen gevolgen voor het fenotype.
2. een missense-mutatie: het nieuwe codon codeert voor een ander aminozuur.
3. een nonsense-mutatie: het nieuwe codon is een stopcodon, waardoor het eiwit ingekort wordt.

Bij inserties en deleties is de kans op ingrijpende gevolgen groter: verwijdering of toevoeging van één of meer nucleotiden en verschuiving van het leesraam (reading frame), waardoor abnormale eiwitten worden gevormd. Abnormale eiwitten ten gevolge van een mutatie worden meestal gewoon afgebroken. Maar soms kan zo'n abnormaal eiwit zich ophopen, zoals bij sikkelcelanemie.

### Segmentmutatie

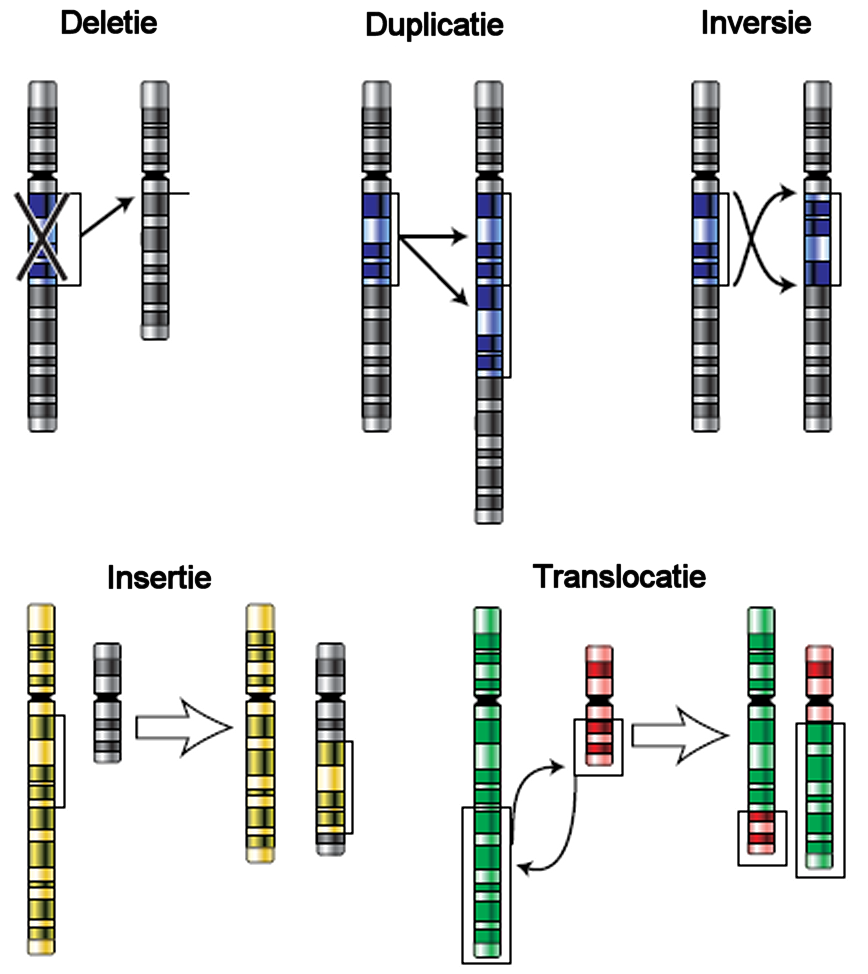
Verschillende soorten mutaties op het niveau van chromosomen

Segmentmutaties worden ook wel grootschalige mutaties of chromosomale mutaties genoemd, omdat ze een aanzienlijk deel van de structuur van een chromosoom kunnen beïnvloeden. Segmentmutaties worden soms ook gerekend tot het verschijnsel van genetische recombinatie.
Bij segmentmutaties wordt een groter aantal nucleotiden beïnvloed door verwijdering, tussenvoeging, verplaatsing of verdubbeling.:476-477 De verschillende typen segmentmutaties zijn:
- bij deleties (verwijdering) wordt een sequentie uit het chromosoom verwijderd (meer dan een of enkele naburige nucleotiden),
- bij inversies (omkering) wordt een sequentie binnen het chromosoom omgekeerd qua volgorde,
- bij duplicaties (verdubbeling) wordt een sequentie gekopieerd en elders aan het DNA toegevoegd,
- bij translocaties (verplaatsing) wordt een sequentie uit het chromosoom geknipt en elders weer toegevoegd,
- bij inserties (toevoeging) wordt een sequentie toegevoegd aan het chromosoom.

### Ploïdiemutatie
Ploïdiemutaties of genoommutaties ontstaan door storing van de opbouw van microtubuli tijdens de mitose of de meiose. Dit kan een gevolg hebben voor de juiste verdeling van de chromosomen over de dochtercellen, maar heeft geen gevolg voor de genen-samenstelling of de structuur van de chromosomen zelf.:478-479
Aneuploïdie is ongelijke verdeling van de chromosomen over de dochtercellen, waardoor er te weinig of te veel chromosomen terechtkomen in de dochtercellen. De oorzaak is non-disjunctie: een ongelijke deling van de homologe chromosomenparen. Het verlies van een chromosoom is vaak letaal, maar ook boventallige chromosomen in het genoom komen (mogelijk nadelig) tot uiting in het fenotype. Vormen van aneuploïdie zijn onder andere:
- heterosomale monosomie kan voorkomen bij de geslachtschromosomen, doordat een ervan ontbreekt (XO); bij de vrouwen leidt dit tot het syndroom van Turner, bij muizen tot steriliteit.
- heterosomale trisomie kan voorkomen bij de geslachtschromosomen, bij de mens zowel bij vrouwen (XXX) als bij mannen (XXY, syndroom van Klinefelter)
- autosomale trisosomie van het 21e chromosoom, dat een keer extra voorkomt (trisomie-21), leidt bij de mens tot het syndroom van Down.

Euploïdie is de vermeerdering of vermindering van het aantal chromosomen met volledige chromosomensets. Bij euploïdie krijgen de beide dochtercellen bij de celdeling een gelijke aantallen chromosomen. Afhankelijk van het aantal chromosomensets in de diplofase wordt het genoemd: triploïde (3n), tetraploïde (4n), hexaploïde (6n), met een algemene term: polyploïde. Als het bij een organisme om een oneven aantal (anorthoploïdie) gaat leidt de verdeling van chromosomen slecht zelden tot normale gameten; triploïde organismen zijn dan ook gewoonlijk steriel. Als het om een even aantal veelvouden van het genoom gaat (orthoploïdie), zijn de organismen gewoonlijk vruchtbaar. Dit verschijnsel is wijdverbreid onder de planten.
- bij autopolyploïdie of autoploïdie treedt op bij vermenigvuldiging van het genoom van een soort of van een vruchtbare bastaard.
- bij allopolyploïdie, alloploïdie of hybridogene polyploïdie is de herkomst van de chromosomen van verschillende oudersoorten (planten), zodat de nakomelingen vrijwel altijd steriele hybriden zijn.

Na autoploïdie en alloploïdie (hybridogene polyploïdie) treedt in de loop van de evolutie, en soms al snel, weer diploïdisatie op door fractionatie. Hierdoor krijgt een oud tetraploïde genoom weer een diploïd karakter.

## Gevolgen van mutaties
Mutaties spelen een belangrijke rol bij veel biologische verschijnselen: ze vormen de basis van evolutie en hebben een rol in de ontwikkeling van resistentie bij virussen en bacteriën, erfelijke aandoeningen en in het ontstaan van kanker en veroudering.
Een neutrale mutatie zonder selectief voordeel is een spandrel. Wanneer echter een mutatie optreedt in een coderend gedeelte van een gen, dan kunnen er wel duidelijke gevolgen zijn. Vaker komt voor dat mutaties een evolutionair nadeel opleveren. In het geval dat een mutatie een gunstig effect heeft op het fenotype, is de kans groter dat deze mutatie wordt doorgegeven aan het nageslacht.
Het zogenaamde junk-DNA heeft geen duidelijke functie. Het junk-DNA beslaat zo'n 80 - 90% van het DNA. Mutaties in deze gedeelten hebben meestal weinig gevolgen: ze veranderen het genotype, maar niet het fenotype. Een dergelijke onschuldige of neutrale mutatie is polymorfie.

### Mutaties en evolutie
Door mutaties kunnen nieuwe allelen en genen ontstaan, waardoor de erfelijke eigenschappen van een organisme veranderen. Mutaties zorgen dus voor genetische variatie en spelen daarom een belangrijke rol bij de evolutie van het leven. Daarnaast zijn door verdubbeling van het aantal chromosomen nieuwe soorten ontstaan, zoals bij Brassica, Triticum en Musa. Door middel van natuurlijke selectie kunnen gunstige mutaties zich door een populatie verspreiden en wordt de verspreiding van ongunstige mutaties tegengegaan.
Mutaties die niet een nadelige, maar ook geen voordelige aanpassing zijn voor het organisme zijn spandrels. Dergelijke mutaties zonder selectief voordeel (neutrale mutaties) zullen zich willekeurig binnen populaties kunnen verspreiden. Dit is genetische drift. Neutrale mutaties kunnen eventueel bij verdere evolutie wel weer van belang worden.
In het Luria-Delbrück experiment (1942) werd aangetoond dat mutaties toevallig plaatsvinden, onafhankelijk van natuurlijke selectie. Bepaalde mutaties komen niet vaker voor als de selectiedruk verhoogd wordt. Met het Luria-Delbrück experiment werd het Lamarckisme verworpen. Recent onderzoek wijst er echter op dat in bepaalde situaties een organisme de frequentie en de locatie van mutaties kan beïnvloeden.

### Resistentie
Resistentie tegen antibiotica betekent dat een bacterie (een soort of stam) door evolutie bestand wordt tegen een bepaald antibioticum. Vele bacteriën van de betreffende populatie zullen sterven door het antibioticum, maar enkele overblijvende resistente bacteriën planten zich voort en zorgen voor de verspreiding van deze erfelijke eigenschap; na enige tijd zijn zo goed als alle bacteriën bestand tegen het antibioticum. Dit proces is Darwiniaanse selectie. Deze resistentie werkt tegenover een bepaald antibioticum en eventueel chemisch eraan verwante antibiotica. Soms echter kan er meervoudige resistentie optreden, als de selectie met meerdere antibiotica gebeurd is.

### Erfelijke aandoening
Veel mutaties hebben weinig invloed op nakomelingen omdat ze alleen maar in enkele lichaamscellen van meercellige organismen voorkomen. Dit zijn somatische mutaties. Somatische mutaties zijn niet erfelijk.
Wanneer echter een mutatie uiteindelijk in de kiembaan en in geslachtscellen terechtkomt, dan is het een kiembaanmutatie (germline mutation). Kiembaanmutaties kunnen erfelijk zijn en zijn daarom van belang in erfelijke aandoeningen en evolutionaire processen. Kiembaanmutaties zijn letaal wanneer ze ervoor zorgen dat een organisme vroegtijdig (voor de geslachtsrijpheid) sterft, bijvoorbeeld in de embryonale fase.

### Kanker
Kanker wordt vaak veroorzaakt door een opeenhoping van mutaties in genen met regulerende functies. Hierdoor ontstaan ongeremde celdelingen, waarbij de kans op nieuwe mutaties groter wordt, zodat de kankercellen steeds agressievere eigenschappen kunnen krijgen. Voordat een cel zich ontwikkelt als kankercel zijn meerdere mutaties nodig. Dat verklaart dat de kans op het voorkomen van kanker toeneemt met de leeftijd van het organisme.

### Veroudering
Senescentie of veroudering van eukaryote organismen gaat gepaard met veranderingen in het genoom.